# Polycodium oblongum
Polycodium oblongum là một loài thực vật có hoa trong họ Thạch nam. Loài này được (Greene) Greene miêu tả khoa học đầu tiên năm 1898.